# Masse cellulaire interne
La masse cellulaire interne ou embryoblaste (connu sous le nom de pluriblaste chez les marsupiaux) est une structure dans le développement précoce d'un embryon. C'est la masse de cellules à l'intérieur de la morula qui finira par donner naissance à l'épiblaste et à l'hypoblaste. La masse cellulaire interne se forme dans les premiers stades du développement embryonnaire, avant l'implantation dans l'endomètre de l'utérus. La masse cellulaire interne est entièrement entourée par l'unique couche de cellules trophoblastiques du trophectoderme.

## La poursuite du développement

Embryon humain à 5 jours

La séparation physique et fonctionnelle de la masse cellulaire interne du trophectoderme est une caractéristique particulière du développement des mammifères et constitue la première spécification de la lignée cellulaire dans ces embryons. Après la fécondation dans l'oviducte, l'embryon de mammifère subit une série relativement lente de clivages pour produire une morula à huit cellules. Chaque cellule de la morula, augmente le contact de surface avec ses voisines dans un processus appelé compactage. Il en résulte une polarisation des cellules dans la morula et un clivage supplémentaire donnant un blastocyste d'environ 32 cellules. Chez la souris, environ 12 cellules internes composent la nouvelle masse cellulaire interne et 20 à 24 cellules composent le trophectoderme environnant,. Il existe une variation entre les espèces de mammifères quant au nombre de cellules au compactage avec des embryons bovins montrant des différences liées au compactage dès 9-15 cellules et chez les lapins pas avant 32 cellules. Il existe également des variations entre embryons d'une même espèce.
Chez la souris, aux stades blastocytaire les cellules de la masse cellulaire interne co-expriment le gene marqueur de la l'épiblaste Nanog et le gene différentiateur de l'hypoblaste Gata6. Progressivement l'expression de ces genes devient exclusif à certaines cellules donnant une répartition « sel et poivre » de ces cellules, les cellules de l'hypoblaste vont ensuite migrer vers l'intérieur du blastocyste et progressivement recouvrir la face viscérale de l'épiblaste. Les cellules restantes deviendront progressivement des cellules de l'épiblaste qui donnera naissance à l'embryon ultime proprement dit ainsi qu'à certains tissus extra-embryonnaires.
Étant donné que la ségrégation des cellules pluripotentes de la masse cellulaire interne du reste du blastocyste fait partie intégrante du développement des mammifères, des recherches considérables ont été effectuées pour élucider les mécanismes cellulaires et moléculaires correspondants de ce processus. On s'intéresse principalement aux facteurs de transcription et aux voies de signalisation qui dirigent les spécifications des lignées cellulaires. Cependant, en raison de la variabilité et de la nature régulatrice des embryons de mammifères, les preuves expérimentales permettant d'établir ces destins précoces restent incomplètes.
Au niveau de la transcription, les facteurs de transcription Oct4, Sox2 et Nanog ont tous été impliqués dans l'établissement et le renforcement de la spécification de la masse cellulaire interne et du trophectoderme dans les embryons précoces de souris.
- Oct4 : Oct4 est exprimé dans la masse cellulaire interne et participe au maintien de sa pluripotence[7]. Les cellules dépourvues du géne Oct4 à la fois in vivo et en culture présentent des caractéristiques morphologiques du trophectoderme. Il a été montré qu'une cible transcriptionnelle d'Oct4 est le gène Fgf4 . Ce gène code normalement pour un ligand sécrété par la masse cellulaire interne, qui induit la prolifération des cellules du trophectoderme polaire adjacent[7].
- Nanog : Nanog est également exprimé dans la masse cellulaire interne et participe au maintien de sa pluripotence. Contrairement à Oct4, les études sur des souris dépourvues de Nanog ne montrent pas la transformation des cellules de la masse cellulaire interne vers une morphologie de cellule du trophectoderme, mais démontrent que la perte de Nanog empêche la masse cellulaire interne de générer un hypoblaste[8].

Ensemble, ces facteurs de transcription fonctionnent dans une boucle de rétroaction positive qui renforce la différenciation cellulaire de la masse cellulaire interne aux trophectoderme. La polarisation initiale des blastomères se produit au stade 8-16 cellules. Une polarité apicale-basolatérale est visible à travers la visualisation de marqueurs apicaux tels que Par3, Par6 et aPKC ainsi que le marqueur basal Cadhérine E.

## Cellules souches
Les blastomères isolés de la masse cellulaire interne d'embryons de mammifères et cultivés en culture sont appelés cellules souches embryonnaires. Ces cellules pluripotentes, lorsqu'elles sont cultivées dans un milieu spécifique, peuvent donner naissance aux trois couches germinales (ectoderme, endoderme et mésoderme) du corps adulte. Les blastomères sont dissociés de la masse cellulaire interne isolée dans un blastocyste précoce, et leur code transcriptionnel régi par Oct4, Sox2 et Nanog aide à maintenir un état de pluripotence indifférencié.

## Voir également
- Trophectoderme
- Hypoblaste
- Épiblaste